# 萬義顓
萬義顓（？—？），字祖心，浙江寧波衛（今寧波市）人，籍貫河南定遠（今安徽），明朝寧波衛指揮僉事萬鐘的女兒。

## 生平
萬義顓貞潔嫻靜，善讀書。兩個哥哥萬文、萬武，都征戰沙場而死。繼母曹氏和兩個嫂嫂陳氏、吳氏都是青壯年守寡。吳氏懷孕已有六個月，萬義顓日夜拜天地，禱告說：「萬家快絕後，願上天賜她男嬰，可傳忠臣的後代。我將立誓不嫁，大家共同撫養這孩子。」後來吳氏果然生了男孩子，名為萬全，萬義顓高興著說：「萬家有後了。」於是和寡婦們守節不嫁。有許多有名門家族向萬義顓求婚，都被謝絕。萬義顓親自教導侄子讀書。侄子長大後，襲承祖父官職。萬全子萬禧、孫萬椿皆遵從萬義顓的教誨謹慎小心。萬義顓七十多歲時去世。鄉民們都很敬重他們，稱他們是「四忠三節一義」的人家。

## 延伸阅读
[在维基数据编辑]
 《明史卷三百〇一》，出自《明史》